# Teenage Mutant Ninja Turtles: The Original Motion Picture Soundtrack
Teenage Mutant Ninja Turtles: The Original Motion Picture Soundtrack är filmmusiken till filmen Teenage Mutant Ninja Turtles från New Line Cinema. Filmmusikalbumet släpptes på SBK Records den 16 mars 1990, och innehöll 10 spår från filmen. Musiken utgörs främst av hiphop och New Jack Swing. Berömd är också "This Is What We Do", en tidig låt av MC Hammer, och "Turtle Power" av Partnerz in Kryme.

## Låtlista
1. "This Is What We Do" - M.C. Hammer
2. "Spin That Wheel" - Hi Tek 3
3. "Family" - Riff
4. "9.95" - Spunkadelic
5. "Turtle Power" - Partners in Kryme
6. "Let the Walls Come Down" - Johnny Kemp
7. "Every Heart Needs a Home" - St. Paul
8. "Shredder's Suite" - John Du Prez
9. "Splinter's Tale I & Splinter's Tale II" - Orchestra on the Half Shell
10. "Turtle Rhapsody" - Orchestra on the Half Shell

## Övrigt
- Texten i Turtle Power misstar Raphael som ledaren, fast det är Leonardo.
- Turtle Power återlanserades i samband med den tredje långfilmens filmmusik.
- Båda delarna av Splinter's Tale skiljer sig från vad som hörs i filmen.
  - Del I då Splinter säger "...she persuaded Yoshi to flee with me to America" och sedan fortsätter med "But Saki vowed vengeance...".
  - Del II innehåller mer dialog från de nyligen muterade sköldpaddorna med en annorlunda röstskådespelare.
- Turtle Rhapsody innehåller ingen av Raphael-dialog från filmen.
- Vid kassettbandslanseringen fanns kassettbanden i färgerna röd, blå, orange och lila, samma färger som sköldpaddornas masker. Följande lanseringar var i svart.
- Filmmusiken kom med ett klistermärke av Peter Laird med sköldpaddorna på ett hustak, och förberedde att beskämpa Fotsoldaterna som omringat dem. Denna användes som omslag för Game Boy-spelet Teenage Mutant Ninja Turtles: Fall of the Foot Clan från 1990.

### Fotnoter
1. ↑  ”Teenage Mutant Ninja Turtles Teenage Mutant Ninja Turtles” (på engelska). Allmusic. 13 mars 1990. http://www.allmusic.com/album/teenage-mutant-ninja-turtles-1990-soundtrack-mw0000208160. Läst 27 december 2015.